# Simeon Karel Macháček
Simeon Karel Macháček nebo také Šimon Karel Macháček či Karel Šimon Macháček (10. prosince 1799, Praha – 2. října 1846, Praha) byl český středoškolský profesor, básník, dramatik a překladatel.

## Život
Pocházel z rodiny staroměstského sítaře Simeona Macháčka a jeho manželky Marie, rozené Šubrtové. Základní vzdělání získal na německé škole v Praze. Roku 1812 začal studovat na staroměstském Akademickém gymnáziu, kde se pod vlivem Josefa Jungmanna, který ho zde do roku 1815 učil, přihlásil k programu národního obrození. Brzy se u něho projevilo básnické nadání a vedle toho si osvojil nevšední teoretickou znalost hudby, cvičil se pilně také v řečnictví a získal dobrou pověst jako recitátor.
V letech 1818–1821 studoval filosofii. Pak působil jako soukromý učitel a věnoval se rozsáhlé kulturní a literární činnosti. Roku 1823 složil zkoušky pro vyučování na gymnáziích, ale z politických důvodů získal profesorské místo až roku 1828 v Jičíně, kde působil až do smrti. Roku 1829 se oženil s operní pěvkyní Marií Šulcovou, která mu pomáhala v organizací vlasteneckého divadelního, literárního a hudebního života v Jičíně a v jeho okolí. K jeho přátelům v Jičíně patřili především František Šír a Josef František Hollmann.
Vyčerpávající pedagogická práce a rozsáhlá mimoškolní kulturní aktivita podlomily jeho zdraví. Onemocněl tuberkulózou, které podlehl v pražské všeobecné nemocnici.
Jeho literární aktivity vycházely z Jungmannova programu českého obrození na základě literatury jazykem české, ale stojící na úrovni světové vzdělanosti. Překládal proto umělecky a myšlenkově nároční díla, například od (Goetheho, Schillera, Horatia, Cicerona nebo Caesara). Věnoval se rovněž překladům operních libret, kterými do českého prostředí uvedl mnohé opery a zasloužil se tak o tehdejší úspěchy českého hudebního divadla. Sám psal vlastenecké, sentimentální, žertovné a milostné písně (například pro Františka Škroupa), bajky, reflexivní básně a divadelní hry. V překladech operních libret, podobně jako ve vlastních básních a v převodech poezie, uplatňoval pod Jungmannovým vlivem zásady časomíry. Příklon k přízvučné prozodii, který od konce 20. let dal jeho básnické tvorbě nový ráz a projevil se i v překladech dramat, se do libret již nepromítl. O vyšší úroveň soudobého českého divadla usiloval divadelními kritikami. Byl též autorem reprezentativních výborů z různých žánrů české literatury nejen pro české, ale i pro německé čtenáře.
Zemřel v Praze, cestou do Jičína po návratu z lázní, na rozedmu plic (nádma). Pochován byl na Olšanských hřbitovech v Praze.

## Výběrová bibliografie

### Překlady
- 1822 – Johann Wolfgang von Goethe: Ifigenie v Taurii.
- 1827 – Quintus Horatius Flaccus: De arte poetica liber, kniha obsahuje původní latinský text Lustu o umění básnickém a Macháčkův překlad do němčiny a češtiny
- 1828 – František Turinský: Angelina, překlad z češtiny do němčiny.
- 1834 – Ernst Raupach: Newolnjci, aneb, Isidor a Olga.
- 1834 – Marcus Tullius Cicero: Čtvero řečí proti Luc. Katilinovi.
- 1838 – Friedrich Schiller: Panna Orleánská.
- 1872 – Gaius Julius Caesar: Paměti o válce gallské,

#### Překlady libret
- 1823 – Rodina švejcarská, libreto Ignaz Franz Castelli, hudba Joseph Weigl. Opera byla uvedena dne 28. 12. 1823 ve Stavovském divadle jako první opera nastudovaná v češtině.[6]
- 1824 – Vodař, libreto Jean-Nicolas Bouilly, hudba Luigi Cherubini.
- 1825 – Lazebník sevillský, libreto Cesare Sterbini, hudba Gioacchino Rossini.
- 1825 – Don Juan, aneb Prostopášník potrestaný, libreto Lorenzo da Ponte, hudba Wolfgang Amadeus Mozart.
- 1825 – Vestálka, libreto Victor-Joseph Étienne de Jouy, hudba Gaspare Spontini.
- 1827 – Othello, Mauřenin Benátský, libreto Francesco Maria Berio di Salsa, hudba Gioacchino Rossini.
- 1827 – Diamant krále duchů, libreto Ferdinand Raimund, hudba Josef Drechsler.
- 1828 – Kníže Raul, nazván Modorovous, libreto Michel-Jean Sedaine, hudba André Ernest Modeste Grétry.
- 1833 – Faust, libreto Joseph Carl Bernard, hudba Louis Spohr.

### Sborníky
- Krasořečník aneb Sbírka básní k deklamaci (1823), rozsáhlá reprezentativní antologie soudobé české poezie určená k podpoře tehdy velice oblíbených recitačních vystoupení.
- Zpěvy České pro jeden hlas při Pianu Forte (1825).
- Böhmische Chrestomathie für Deutsche (1830, Česká chrestomatie pro Němce), německy.

### Vlastní práce
- Ženichové (1826), veršovaná veselohra o třech jednáních, která byla dlouhou dobu nejúspěšnější českou komedií. Ve hře si má dcera rytíře Rodoslava Militka vybrat ze tří rytířských nápadníků. S pomocí přátel zchystá na rodovém hradě pro nechtěné ctitele žertovnou zkoušku odvahy, odhalí jejich zbabělost a získá otcovo svolení vzít si svého prostého milého Vítka, který nad rytíři zvítězil svou chytrostí.[3] (Na námět hry vznikly dvě stejnojmenné opery: na libreto Antonína Koukla napsal operu Ženichové Karel Kovařovic a měla premiéru v Národním divadle v roce 1884, na vlastní libreto pak napsal operu Ženichové Jan Frank Fischer a ta měla premiéru Brně v roce 1957.)
- Jarošin a Svatava (1828), dnes nezvěstná povídka.
- Heřman z Bubnu (1836), romantická báseň zpracovávající legendu o českém šlechtici Heřmanovi II. Varlichovi z Bubna žijícím v 16. století a jeho ochočeném lvu.[7]
- Nové divadelní hry (1846), svazek obsahuje jednoaktovou tragédii Bulhar o boji proti turecké nadvládě, situační veselohru o čtyřech jednáních Půjčka za oplátku a veršovanou tragédi o pěti jednáních Záviš o Závišovi z Falkenštejna. Hry vyšly i samostatně.
- Drobnější básně (1846)
- Geschichte der schönen Redekünste bei den Böhmen (Dějiny české slovesnosti), německý rukopis z pozůstalosti Františka Palackého, který vznikal ve spolupráci s Macháčkem. Rukopis byl společně s českým překladem Oldřicha Králíka a Jiřího Skaličky vydán roku 1968.

## Adaptace

### Hudba
- Václav Vlastimil Hausmann: Ženichové (1869), opereta.
- Karel Kovařovic: Ženichové (1884), opera.
- Jan Frank Fischer: Ženichové (1957, opera.

### Film
- Ženichové aneb Kdo chce kam, pomozme mu tam (1955), krátký studentský film studia FAMU, režie Miroslav Nejezchleb.